# Coulaines
Coulaines is een gemeente in het Franse departement Sarthe (regio Pays de la Loire). De plaats maakt deel uit van het arrondissement Le Mans. Coulaines telde op 1 januari 2022 8.049 inwoners.

## Geschiedenis en erfgoed
Coulaines was een leengoed van de bisschoppen van Le Mans. De Sint-Nicolaaskerk, een historisch monument, werd begonnen in de 11e eeuw. In de 14e eeuw kreeg de kerk een versterkte vierkanten toren.

## Geografie
De oppervlakte van Coulaines bedroeg op 1 januari 2022 3,93 vierkante kilometer; de bevolkingsdichtheid was toen 2.048,1 inwoners per km².
De onderstaande kaart toont de ligging van Coulaines met de belangrijkste infrastructuur en aangrenzende gemeenten.

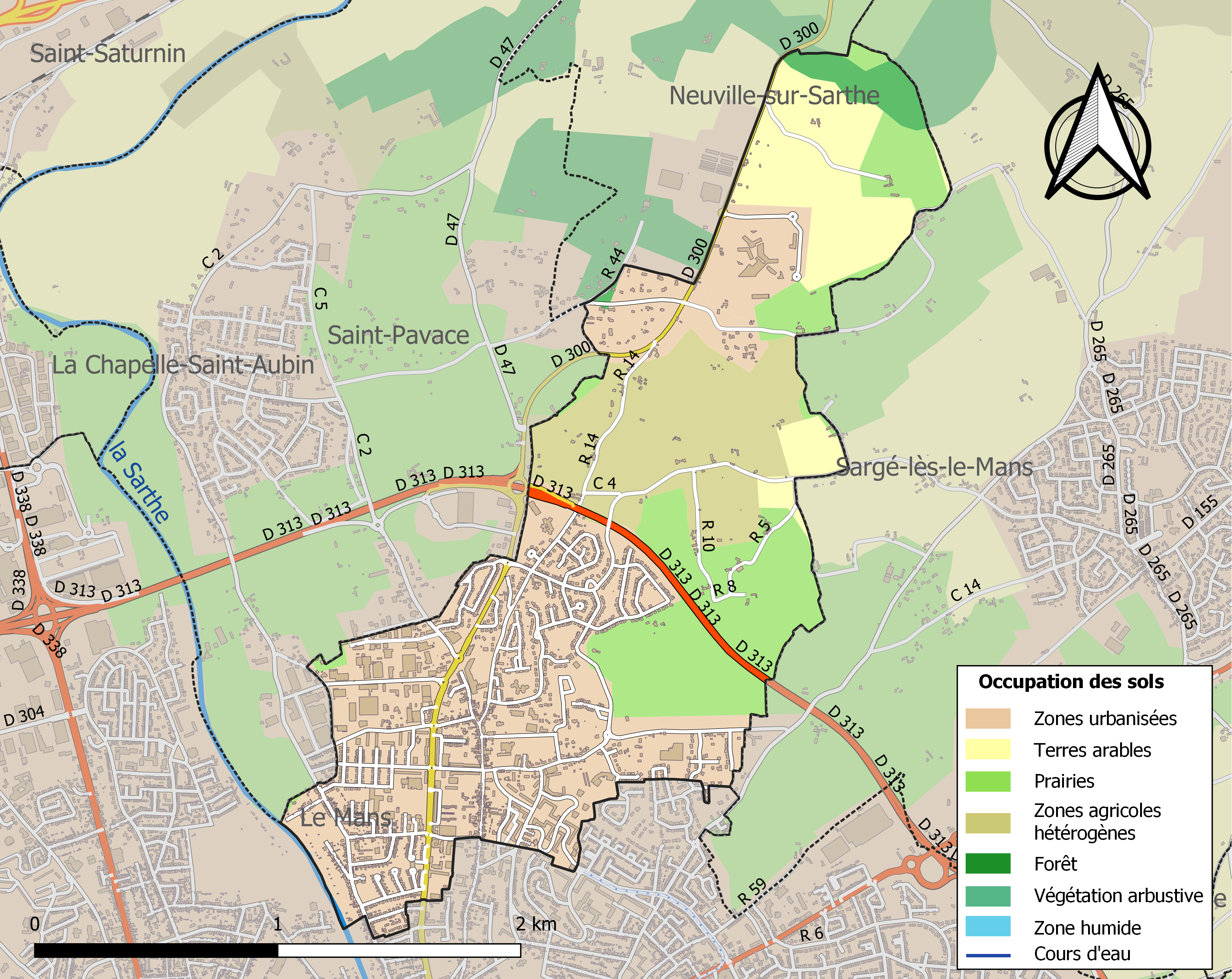

## Demografie
Onderstaande figuur toont het verloop van het inwonertal (bron: INSEE-tellingen).

## Afbeeldingen

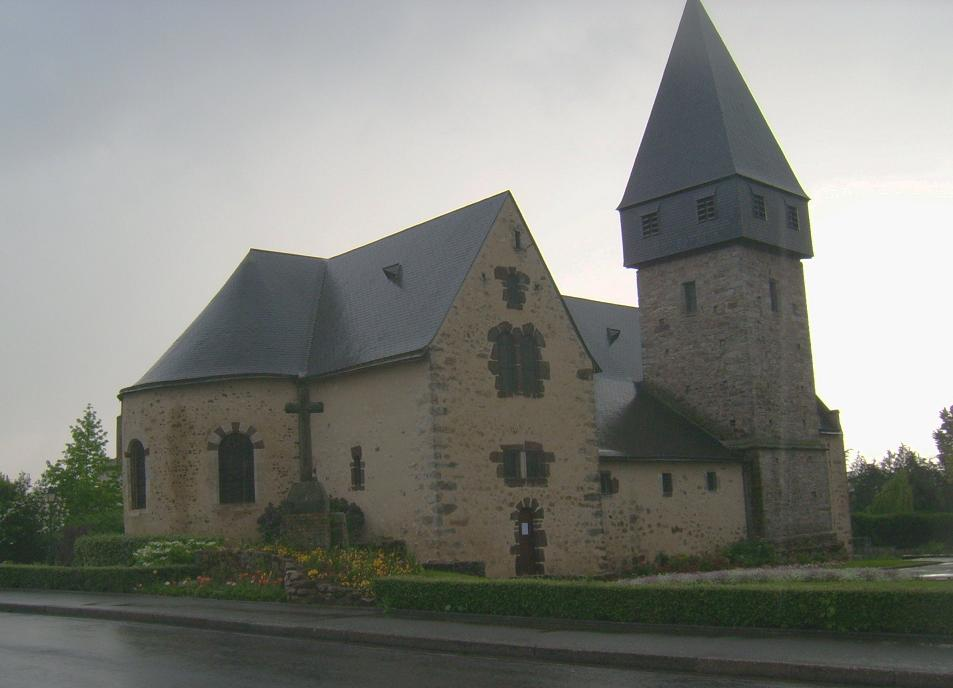
Église Saint-Nicolas
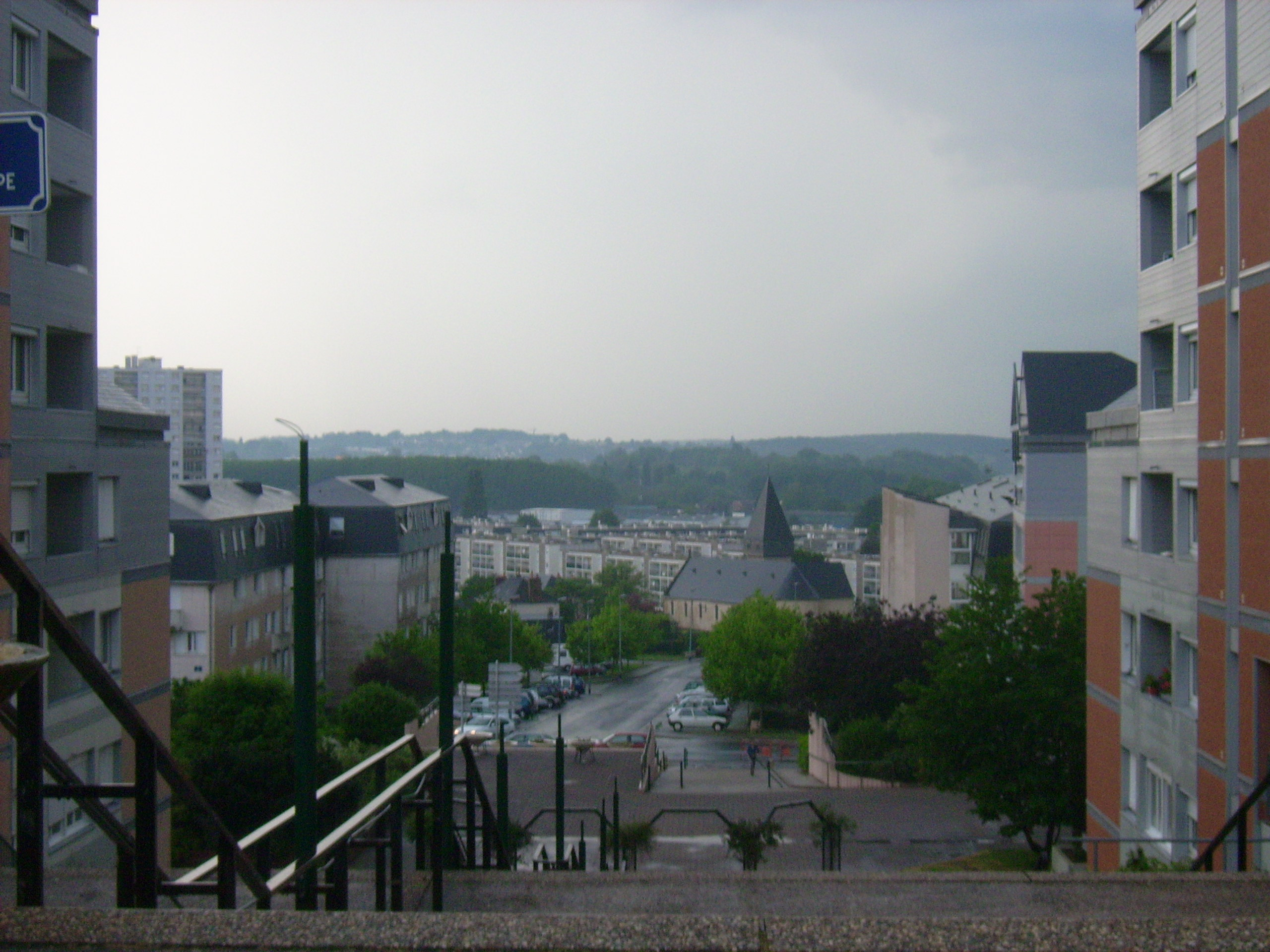
Centrum